# Way of the sun
Way of the sun is het laatste studioalbum dat Jade Warrior opnam voor Island Records. Het thema van het album is de zon en zonnegod Ra. Het album laat rockmuziek horen die Jade Warrior niet eerder maakte. De mix van meditatieve muziek en harde gitaarklanken zijn hier achterwege gebleven. De invloeden van de jazzmuziek zijn gebleven. Het album heeft een Carlos Santana-achtige stijl, exotisch. Het album werd opgenomen in de Island Studio en de DJM Studio te Londen. Na dit album was het contract met Island ontbonden en konden Duhig en Field op zoek naar een nieuw contract. Ze hadden pech; de muziekwereld was totaal veranderd en zat niet meer te wachten op deze exotische muziek; de punk bracht de muziek naar de basis terug; geen lange soli meer. Duhig en Field kregen zelf te maken met persoonlijke pech (respectievelijk ziekte en scheiding) en pas in 1984 verscheen om de kosten voor een geluidsstudio terug te verdienen de opvolger.

## Musici
- Tony Duhig en Jon Field – alle muziekinstrumenten behalve
- John Denith – slagwerk op Sun Ra en Carnival
- Graham Morgan – slagwerk Dance of the sun
- Bill Smith – basgitaar Carnival
- Skalia Kanga – hapr Sun child
- Godfrey, Kuma en Alan – basgitaar en conga’s Way of the sun
- Gowan Turnbull – saxofoon op Carnival
- Dick Cuthell – flugelhorn op Sun Ra

## Muziek
| Nr. | Titel            | Duur |
| --- | ---------------- | ---- |
| 1.  | Sun Ra           | 3:31 |
| 2.  | Sun child        | 2:44 |
| 3.  | Moontears        | 4:04 |
| 4.  | Heaven stone     | 5:27 |
| 5.  | Way of the sun   | 4:01 |
| 6.  | River song       | 5:03 |
| 7.  | Carnival         | 2:17 |
| 8.  | Dance of the sun | 4:33 |
| 9.  | Death of Ra      | 7:21 |